# 무역은
무역은(한자: 貿易銀, Trade dollar)은 근대 중국 및 동아시아와의 무역에서 쓰기 위해 각 나라들이 만들었던 은화를 뜻한다. 각 나라의 무역은은 당시 동아시아 무역에서 사실상의 공통 화폐의 기준을 정한 스페인 달러와 무게 및 순도가 비슷했다.

## 역사

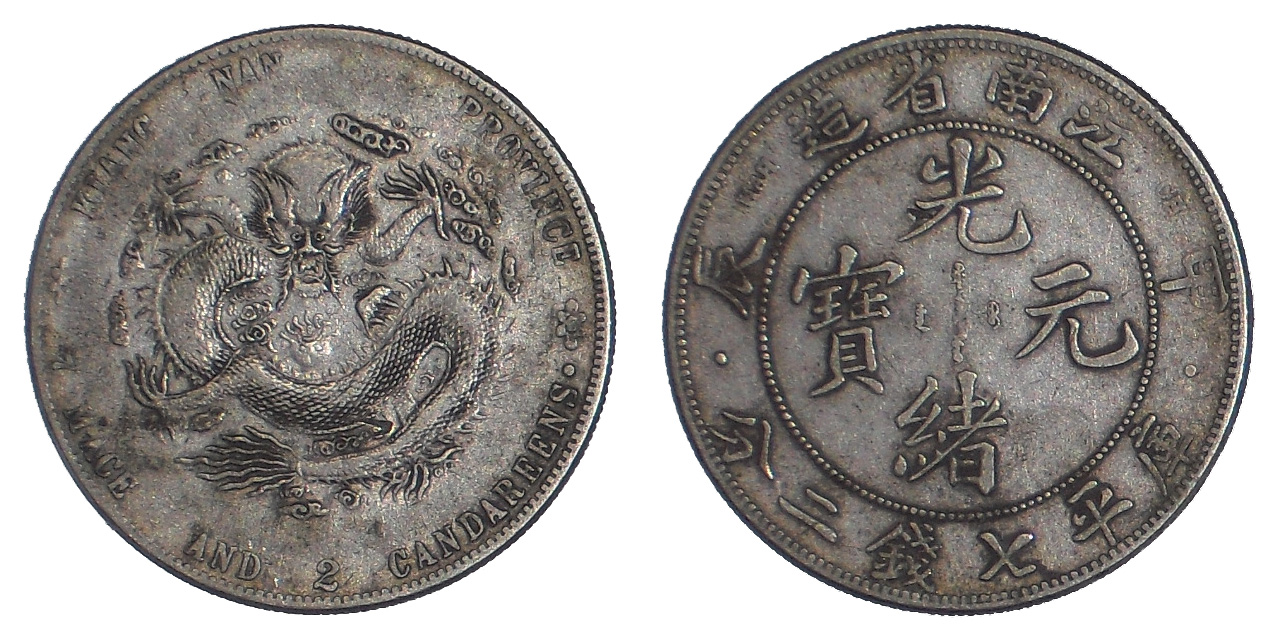
1904년 청나라의 용은. 순은 약 24.48g이다.

무역은은 근대 중국 및 동아시아에서 스페인 달러 은화의 인기로 인해 만들어졌다. 스페인 제국이 스페인령 필리핀을 세운 뒤 인트라무로스는 중국의 상품들이 누에바에스파냐의 은과 맞바뀌는 화물 집산지가 됐다. 이 무역로는 마닐라 갤리온 무역로(Manila Galleons trade route)로 불렸으며, 16세기부터 동아시아에서 스페인 달러가 널리 쓰이게 되는 계기가 됐다.
스페인 달러의 통용에 주목한 중국은 스페인 달러를 본따 위안 은화를 만들게 됐다. 이 중국 용은(龍銀, Silver dragon)은 중국뿐만 아니라 이웃 나라에서 스페인 달러와 함께 무역용 화폐로 널리 쓰이게 됐다. 제1차 아편 전쟁에서 진 청나라는 항구를 열게 됐으며 19세기 후반에 청나라와 무역을 하는 서양의 나라들은 스페인 달러를 쓰는 것보다 자신들의 은화를 쓰는 것이 더 이득인 것을 알아채고 스스로 은화를 만들기 시작했다. 이 은화들은 중국에서 오랫동안 신뢰했던 스페인 달러와 비슷하게 무게가 7전 2푼(약 27.2g)이었으며 순도는 90%였다.

### 프랑스

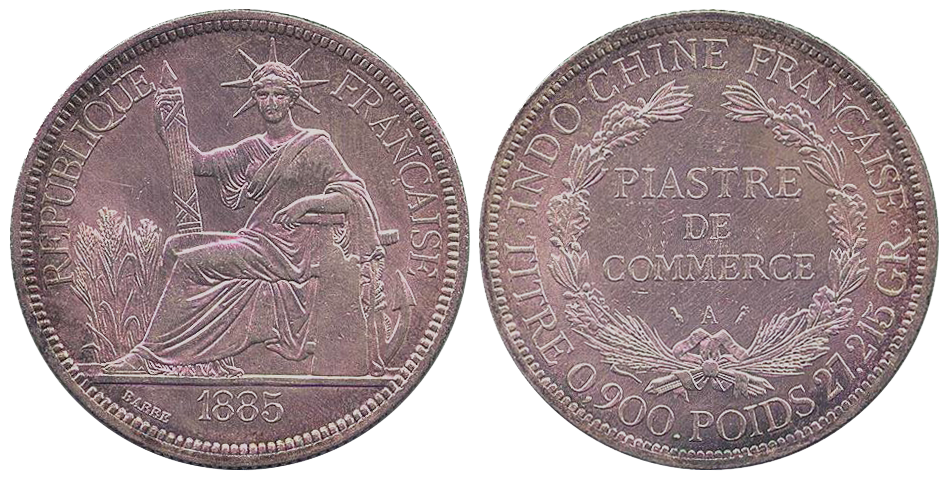
1885년 프랑스령 인도차이나의 교역용 피아스터. 순은 24.4935g이다.

1885년 프랑스 공화국은 프랑스령 인도차이나에서 화폐 공급량을 조절할 목적으로 새 은화인 교역용 피아스터(Piastre de commerce)를 도입했다. 피아스터는 원래 멕시코 페소와 가치가 같았기 때문에 스페인 달러의 직계 후손이었다. 초기에는 1피아스터가 순은 24.4935g과 같은 은본위제를 취했으나 1895년부터는 24.3g으로 줄어들었다.

### 일본

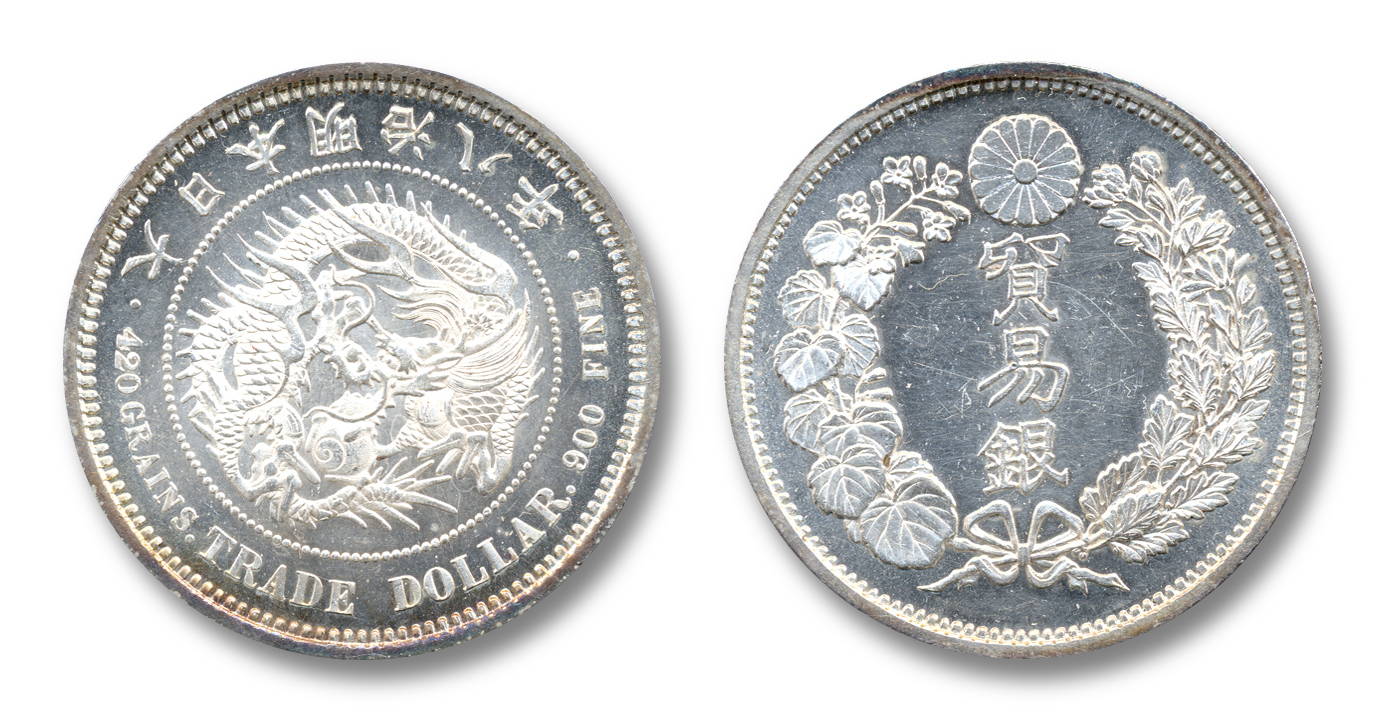
1875년 일본의 무역은. 순은 24.498g이다.

일본은 1875년부터 1877년까지 순도 90%의 은 27.22g의 무역은을 발행했다. 당시 일본의 주화는 은 26.96g을 포함하고 있었으며 무역은과 비슷한 모양이었다.
총 2,736,000개의 동전이 발행됐으며 대부분은 1876년과 1877년 사이에 만들어졌다. 일본이 1897년에 금본위제를 도입했을 때 무역은을 포함한 엔 은화들은 통용이 금지됐다. 일본은 대부분의 무역은에 은(銀)이라고 타각한 뒤 일본령 대만 및 조선, 뤼순커우 등에서 썼다.

### 영국

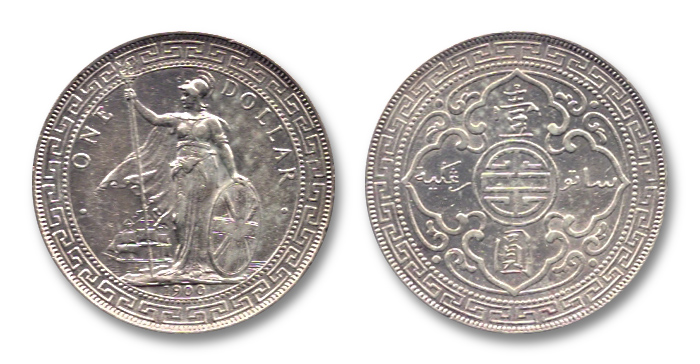
1900년 봄베이에서 발행한 영국의 트레이드 달러. 순은 24.255g이다.

영국은 1819년에 싱가포르와 1842년에 홍콩을 얻은 뒤 동아시아와 무역이 늘었고, 대영 제국의 식민지에서 외국 동전들이 쓰이는 것을 줄이고자 무역은을 만들 필요가 생겼다.
중국 용은은 제1차 아편 전쟁과 제2차 아편 전쟁의 결과였으며, 패전국인 청나라는 영국에게 항구를 열고 홍콩을 영국에게 양도했다. 그 뒤 청나라의 개항지와 영국령 홍콩에는 많은 상인들이 몰려들었고 무역이 성행했으며, 외국 은행들이 세워졌고 차와 명주, 도자기 등을 사기 위해 세계 각지의 은화들이 쓰이기 시작했다. 이 은화들은 이미 청나라에서 교환 수단으로 받아들여졌으며 청나라 전역에서 널리 쓰이게 됐다. 동아시아 지역에서 쓰기 위해 발행된 영국 무역은인 트레이드 달러(Trade dollar)는 앞면에는 삼지창과 방패를 든 브리타니아가 해안가에 서 있는 모습이 무역선과 함께 있었으며, 뒷면에는 아라베스크 문양과 중국의 전통 문양이 있었고 한자와 자위 문자로 액면이 적혀 있었다.
영국 트레이드 달러는 1895년부터 영국령 홍콩과 해협 식민지에서 발행됐다. 영국 트레이드 달러는 순도 90%의 은 24.255g을 포함하고 있었다. 1903년에 해협 식민지에서 해협 달러를 도입한 뒤로는 영국령 홍콩에서 발행했으며 1935년까지 발행했다. 그 밖에도 봄베이와 캘커타, 런던에서도 영국 트레이드 달러를 발행했다.
영국 트레이드 달러는 1937년 8월 1일부터 통용이 금지됐다.

### 미국

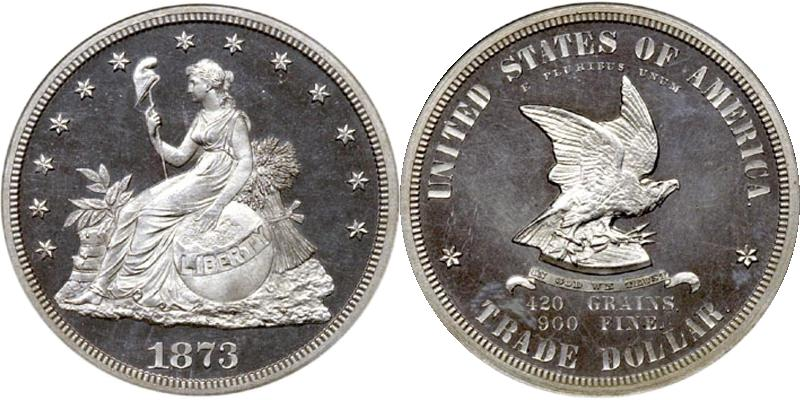
1873년 미국의 트레이드 달러. 순은 24.48g이다.

미국의 무역은인 트레이드 달러(Trade dollar)는 1873년부터 1885년까지 미국 조폐국이 필라델피아와 카슨시티, 샌프란시스코 조폐국에서 발행했으며 무게는 27.2g, 순도는 90%였다. 트레이드 달러가 쓰이기 전에 미국은 중국과의 무역에서 은화로 주로 멕시코 페소를 썼는데, 미국 의회는 동아시아, 특히 중국과의 무역을 개선하기 위해 미국 조폐국에게 트레이드 달러를 발행할 권한을 주었다. 중국의 상인들은 은화의 정확한 무게와 가치를 확인하기 위해 은화에 각인을 했기 때문에 많은 트레이드 달러들은 각인이 찍혔다.

## 같이 보기
- 은화
- 은본위제